# Levanten

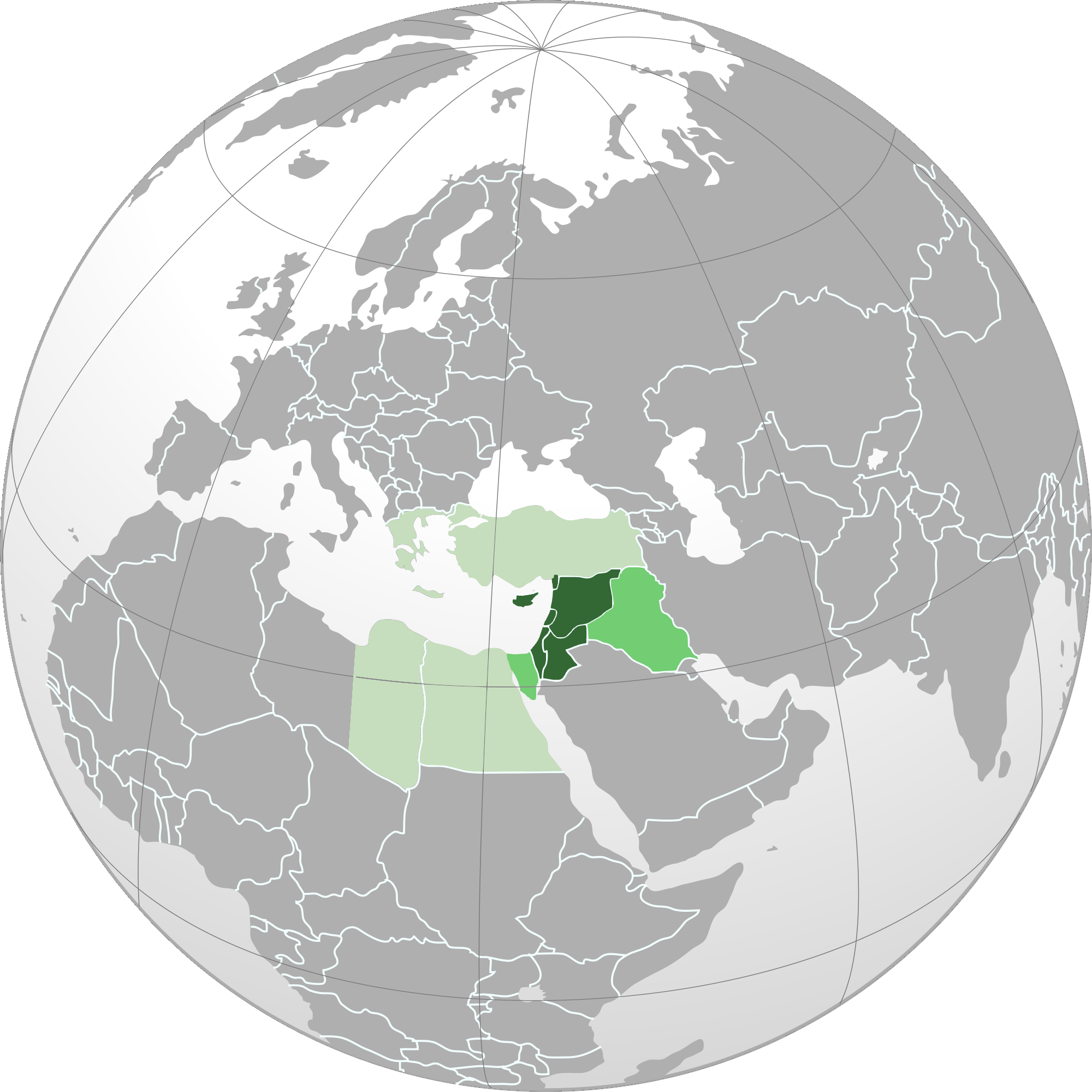
Länder och regioner i Levanten i den bredare, historiska definitionen (motsvarande östra Medelhavet).
Länder i Levanten som definierade under 1900-talet.
Länder och regioner ibland inkluderade under 2000-talet.

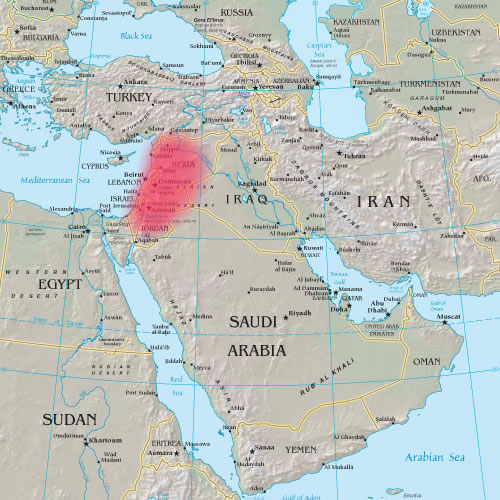
Levanten så som det definierats under 1900-talet. Tidigare ingick även Anatolien.

Levanten (italienska il Levante, "österlandet", egentligen "soluppgången", av levarsi, "uppgå") användes förr som ett allmänt begrepp för alla länder runt östra Medelhavet bortom Italien, och inbegrep såväl Balkanländerna som Turkiet och Egypten. I mer preciserad mening avsågs dock enbart de asiatiska kustländerna i östra Medelhavet, alltså det område som idag motsvaras av Turkiet öster om Bosporen (det vill säga Anatolien), Syrien, Libanon, Jordanien, Israel och Palestina.
Efter första världskrigets slut avsåg engelskans The Levant och franskans Le Levant enbart de delar av Levanten som hamnade under fransk och brittiskt styre som NF-mandat efter delningen av Osmanska riket, det vill säga Syrien och Libanon respektive Transjordanien, Brittiska Palestinamandatet och Irak.
Idag används begreppet "Levanten" mest av arkeologer och historiker som sysslar med regionens forntid, antiken och medeltid, som till exempel i diskussioner om korstågen. Flera forskare inkluderar även Cypern i levantinska studier, bland annat Council for British Research in the Levant, UCLA:s Near Eastern Languages and Cultures department och University College Londons Institute of Archaeology.

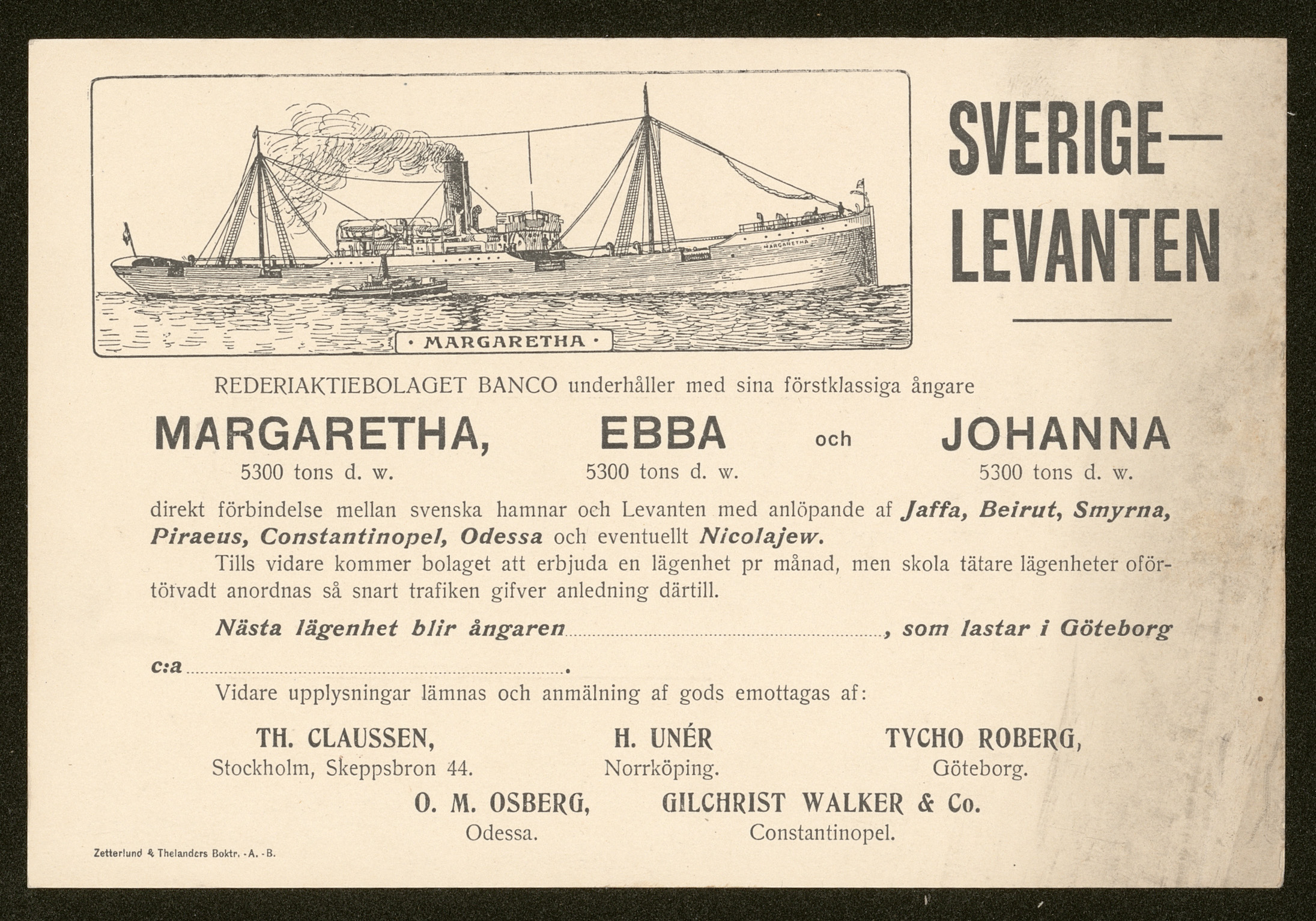
Reklam för Rederiaktiebolaget Bancos Levantentrafik 1911

Redan under 1700-talet sökte Sverige självständiga handels- och sjöfartsförbindelser med Levanten (se Levantiska kompaniet), och 1911 startade två svenska rederier i Göteborg, A. Broström & son och Banco, trafik mellan Sverige och Levanten, så kallade levantlinjer.
Levantiner kallades förr ättlingar till européer som fötts i Levanten, i synnerhet om de hade österländska mödrar. De spelade en viktig roll i de levantiska handelsstäderna som köpmän och mäklare.